# Palio del Niballo

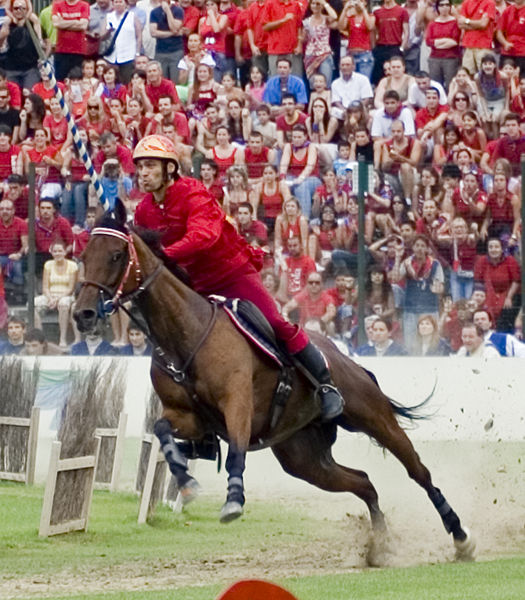
Chevalier au Palio del Niballo

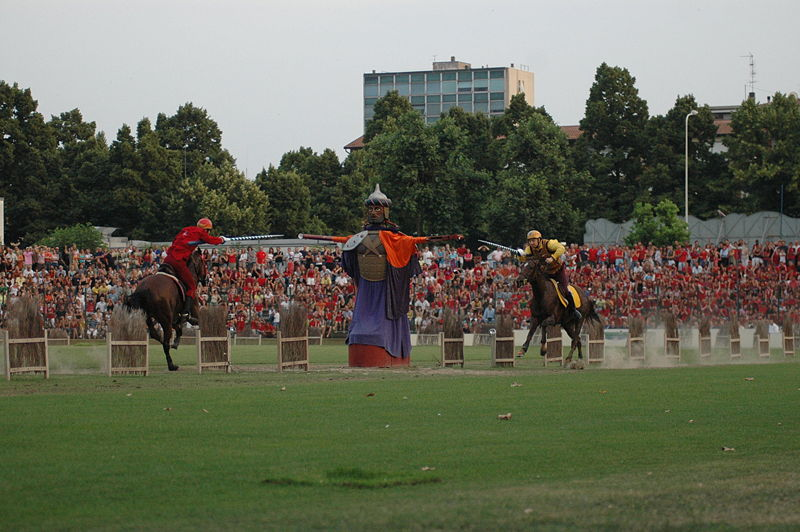
Palio del Niballo-L'affrontement-

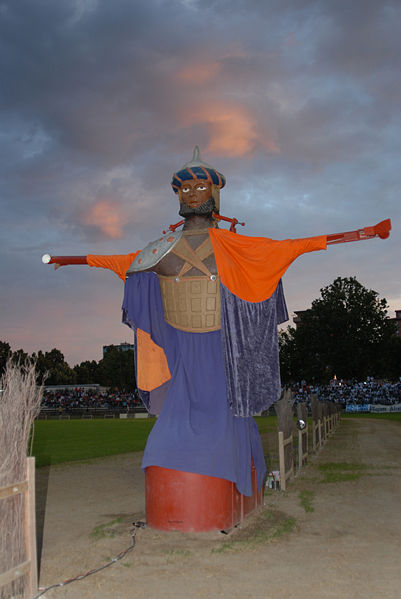
Le Niballo

Le Palio del Niballo est un événement culturel de la ville de Faenza (Romagne). Il s’agit d’un tournoi d’inspiration médiévale. Il oppose les participants des cinq quartiers (rioni) de la ville, en costumes du Moyen Âge qui se mesurent dans un jeu d’adresse consistant à atteindre avec une lance un petit disque fixé sur le bras d’un mannequin maure (appelé Niballo).
Cette manifestation est annuelle et a lieu le quatrième dimanche du mois de juin. La première édition de l’époque moderne remonte à l’année 1959.

## Origines
Les premières informations sur les origines du tournoi remontent à l’année 1164, quand l’empereur Frédéric Barberousse fut l’hôte des seigneurs de la ville, Henry et Guido Manfredi. Pour l’occasion, l’empereur instaura une sorte de joute équestre, connue sous le nom de quintana. En cette période, les cavaliers faisaient leur entrée directement à cheval, accompagnés d’un palefrenier et précédés par un défilé historique représentant les dignitaires de la  maison des Manfredi. Seuls les nobles pouvaient participer au tournoi, le peuple se limitant à encourager les participants.
Suivant les recommandations de l’église, les cavaliers s’affrontaient en utilisant des armes en bois.
La cible du tournoi était un demi-buste de statue tournant et équipé d’une cible et d’un fléau d’armes. Le palio se déroulait dans un lieu appelé brolo, un jardin situé derrière la propriété des Manfredi.
Le terme Palio del Niballo apparaît  à une époque postérieure.
« Niballo » provient d’une vulgarisation du nom Annibale. C’est ce nom que le peuple de Faenza  attribua au mannequin du général carthaginois, en souvenir du saccage de la ville par ce dernier en l’an 208 av. J.-C.

## Histoire
La documentation  la plus ancienne relative au Palio del Niballo remonte à l’année 1410.
Cette  documentation précise néanmoins que ce tournoi était déjà en vigueur depuis longtemps :

« Hebbe per antichissima consuetudine questo nobile pubblico di proporre ogni anno un premio per invitar la gioventù ad esser assai presta nelli atrezzi cavagliereschi [...]. Al qual effetto si faceva piantar sulla piazza il saracino ovvero ANIBALLO et correre longa un carrera di cavalli. »

Au cours des siècles suivants, la manifestation perdit de son prestige et finit par s’arrêter complètement.
Elle a été rétablie à partir de 1959.
Les protagonistes du Palio moderne sont les 5 quartiers (blanc, jaune, noir, rouge et vert)
reprenant l’ancienne division administrative de la commune, séparée par les quatre boulevards complétés par le quartier blanc qui occupe la partie la plus récente de la ville, bâtie sur la rive droite du fleuve Lamone.

## Cortège historique
Le cortège historique qui précède le Palio del Niballo, en costumes d’époque renaissance est particulièrement folklorique.
Il démarre de la Piazza del Popolo et se termine au stade communal Bruno Neri où se déroule le tournoi. Les figurants des cinq quartiers de la ville, précédés par le conseil municipal, sont habillés comme à l’époque renaissance : cavaliers, soldats (avec des armures en fer et portant de lourdes armes), dames, joueurs de chiarine et de tambourins, manieurs d’étendards.

## Le tournoi
Le Palio del Niballo a lieu près du stade communal de Faenza Bruno Neri. Les cinq cavaliers des quartiers respectifs se défient par couples : Le cavalier représentant le quartier classé dernier l’année précédente défie les quatre cavaliers des autres quartiers. Ensuite le même défi est lancé par les autres cavaliers. En tout on compte donc 20 confrontations appelées « tournées ». Les cavaliers utilisent des lances (bigorde) d’une longueur de 2,75 m et d’un poids de 3,250 kg. Les concurrents rentrent dans deux boxes de départ situés l’un à côté de l’autre. Quand le magistrat donne le signal de départ, les boxes s’ouvrent et les cavaliers lancent leurs chevaux au galop. Chacun parcourt son tracé semi-circulaire  mesurant environ 200 mètres.
La rencontre entre les chevaliers se fait de l’autre côté du champ quand les deux tracés se rejoignent et où est placé le Niballo, les bras étalés et tenant dans chaque main, entre le pouce, le majeur et l’index, une cible de 8 centimètres de diamètre. Ce pantin représente un Sarrazin ou un Maure qui à l’époque médiévale ou renaissance représentaient les archétypes de l’ennemi.
Le premier cavalier qui atteint la cible avec sa lance déclenche la levée du bras et remporte la manche. Un système mécanique, monté à l’intérieur du mannequin empêche alors l’autre bras de se lever. Chaque victoire donne doit à un bouclier aux couleurs du quartier défait. Ce bouclier est alors hissé sur la tribune du quartier vainqueur.
Au terme des vingt bordées du défi, le quartier qui a récolté le plus grand nombre de boucliers remporte le Palio (un étendard en tissu). Le quartier arrivé second gagne une porchetta (cochon de lait rôti et farci d’herbes aromatiques et d’épices) et le troisième un coq et une tresse d’ail.

## Remise du prix
Depuis 2006, la remise du prix au gagnant n’est plus effectuée sur le lieu du tournoi.
À la fin du tournoi, le défilé se reforme et retourne vers le centre de la ville et rejoint la Piazza della Liberta.
La remise du Palio se fait sur les gradins de la cathédrale en présence du maire et de l’évêque et d’une foule de passionnés.

## Et encore
À partir de ce tournoi, d’autres manifestations collatérales et caractéristiques  de la ville romagnole se sont progressivement développées.

### La Bigorda d'Oro
Le Tournoi de la Bigorda d'Oro naît en 1997. Il a lieu le deuxième dimanche du mois de juin. Il précède de deux semaines le Palio del Niballo. Le nom Bigorda est issu du nom de la lance en bois utilisée autrefois lors des tournois chevaleresques.
Ce tournoi est aussi appelé « Palio des jeunes ». Les règles sont les mêmes que celles du Palio del Niballo. La seule exception réside seulement dans les caractéristiques des cavaliers. Ceux-ci, (jeunes pour la plupart), doivent respecter deux impératifs : Celui qui a gagné le Niballo ne peut concourir à la Bigorda ; celui qui concourt à la Bigorda, ne peut, dans la même annéen concourir au Niballo.
La Bigorda est considérée comme un tournoi d’essai afin de tester la valeur des nouveaux cavaliers. Les quartiers accordent néanmoins une importante  valeur  à cette compétition.

### Not de' bisò
Le soir  du 5 janvier, a lieu en Piazza del Popolo la Not de bisò (nuit du bisò).
C’est un évènement  lié au Palio, à l’occasion duquel on boit le traditionnel  bisò (nom romagnol du vin brûlé).
À minuit, un pantin en carton-pâte représentant le Niballo, est brûlé au centre de la place.

### L’offrande des cierges
La traditionnelle cérémonie de la “Donazione dei Ceri” (offrande des cierges) donne le départ
aux diverses manifestations liées au Palio del Niballo.
La cérémonie est née en 1997 et se déroule le samedi précédent le deuxième dimanche du mois de mai dans la cathédrale, à l’occasion de la célébration de la " Bienheureuse Vierge des Grâces " patronne de la ville.
Chaque délégation cantonale est composée d’un joueur de tambourin, de deux manieurs d’étendards, d’un porteur de cierges, du régent du conseil municipal, de deux pages et d’un valet. Arrivés devant la cathédrale, les musiciens se placent sur les côtés des gradins et les chiarine sur le parvis. Après les sons des " chiarine et les roulements de tambours, la délégation du conseil municipal et les quartiers entrent dans la cathédrale : Le conseil municipal se place à la droite de l’autel principal, les manieurs d’étendards se positionnent en diagonale et les porteurs d’étendards et les pages à gauche de l’autel principal. Les representants des quartiers et le conseil municipal, l’un après l’autre, offrent le cierge (sur lequel est imprimé leur écusson) à la Madone des Grâces, patronne de la ville. Chaque cierge mesure plus d’un mètre de long et a un diamètre de 10 cm environ. Pour effectuer le don, le porteur du cierge est accompagné par le chef du quartier (caporione). Une fois les donateurs retournés à leur place, l’évêque remet le drapeau du Palio del Niballo à la ville, représentée par le maire, et au conseil municipal.
La messe terminée, le drapeau du Palio est fixé sur un mât approprié et placé près de l’autel principal.

### Tournoi des drapeaux
- À Piazza del Popolo, pendant la soirée du troisième dimanche du mois de juin, après la solennelle cérémonie du serment des cavaliers inscrits au Palio, la tradition veut que se dispute l’épreuve entre les soldats manieurs de drapeaux des cinq quartiers de Faenza, dans la spécialité du " couple acrobatique ". Il s’agit de l’épreuve la plus ancienne disputée à Faenza vu que son origine remonte à l’année 1964.

La proclamation du quartier vainqueur est accompagnée par la remise d’un tonneau contenant cinquante litres de vin " Albana ". Successivement le duo et le joueur de tambourin sont appelés sur la scène afin de recevoir une " Tour d’Argent " et des trophées en céramique.
- Le troisième samedi du mois de juin, se déroule le Tournoi des manieurs d’étendards dans la spécialité individuelle, de la  Piccola Squadra (petite équipe), composée de 4 à 6 éléments et de la Grande Squadra (grande équipe) composée de 8 à 16 éléments, ainsi que  la " Gara dei Musici ".
- Depuis 1986 se dispute le trophée Valerio Bezzi, crée à la mémoire de l’ancien secrétaire du Palio et attribué le dimanche soir : il s’agit d’un combiné qui tient compte de tous les scores de chaque discipline et attribue ainsi le titre du meilleur quartier du tournoi.

Il faut noter qu'après une brève apparition (de 1981 à 1986) les spécialités " individuelle " et " couple acrobatique " ne font plus partie du tournoi.
- Depuis 1995,( à l’occasion du serment des cavaliers qui disputent l’épreuve équestre réservée aux jeunes chevaliers), le premier dimanche de juin, se déroule une compétition  réservée aux jeunes soldats, dans la spécialité " couple ". La proclamation des gagnants de cette épreuve est effectuée par l’intermédiaire de tirs d’un arquebusier municipal, positionné devant la délégation du quartier désigné par les juges comme le meilleur.
- Depuis 2006 est aussi introduite une épreuve  dans la spécialité individuelle. Les deux spécialités  sont réservées aux soldats manieurs d’étendards et " musici " ayant moins de vingt et un ans.
- Signalons aussi que depuis 2003, à la fin d’après-midi du premier dimanche de juin a lieu un tournoi réservé aux très jeunes manieurs d’étendards et musiciens " under 15 " des cinq quartiers. Les résultats sont rendus par un jury spécialisé de la Fisb (Federazione Italiana Sbandieratori).

## généralités
Manier l’étendard n’est pas chose facile. Il faut beaucoup d’entraînement vu que chaque étendard avec bâton en fibre synthétique, (autrefois en bois), mesure 150 cm environ comporte un drapeau  mesurant 130x130 cm minimum. Sous la prise de main, un plomb est ajouté afin d’équilibrer l’ensemble. De ce fait  l’ensemble atteint un poids de 800 grammes environ.
Les figures et les exercices que les manieurs de drapeaux de Faenza arrivent à réaliser, accompagnés par les roulements des tambours et les sons des chiarines sont admirables par leur élégance, perfection et rythme. L’ensemble est incorporé dans un spectacle rendu encore plus suggestif  par le décor constitué par les figurants costumés et en armes et par le site de " Piazza di Faenza ".
Grâce à leur habilité, les représentants des cinq quartiers se sont distingués au cours de compétitions nationales et internationales en arrivant premiers de leur catégorie et en remportant le titre de Champions du Monde dans les épreuves individuelles et en couple.

## Sources
- (it) Cet article est partiellement ou en totalité issu de l’article de Wikipédia en italien intitulé « Palio del Niballo » (voir la liste des auteurs).